# 태풍 하이옌 (2013년)
태풍 하이옌(태풍 번호: 1330, JTWC 지정 번호: 31W, 국제명: HAIYAN, 필리핀 기상청(PAGASA) 지정 이름: Yolanda/욜란다)은 2013년에 북서태평양에서 발생한 30번째 태풍이자 3번째 카테고리 5등급 슈퍼태풍이다. 하이옌의 중심기압은 (RSMC 기준) 895 hPa까지 도달하여 중심기압이 885 hPa를 기록했던 2010년의 태풍 메기 이후 3년 만에 중심기압이 800 hPa대로 떨어진 태풍이 되었다. 특히, 대한민국 기상청은 세력을 890 hPa로 기록했다. 11월 7일, 최성기를 맞을 당시 하이옌의 1분 평균 최대풍속은 미국 합동태풍경보센터 기준으로 시속 315 km을 기록했고 그 세력을 그대로 유지한 채 필리핀 동사마르  기완 읍(Guiuan, Eastern Samar)에 상륙하면서 공식적으로 전 세계에서 발생한 모든 열대저기압(태풍, 허리케인, 사이클론 전체 통틀어서) 중 상륙할 때 최대풍속의 1위 기록을 세웠다. 순간최대풍속은 무려 380km/h(205 kt)이었다. 하이옌의 10분 평균 최대풍속은 125 kt(시속 232km)가 관측되어 1979년의 태풍 팁이 기록한 140 kt(시속 260km) 다음으로 강했다. 이 기록은 1984년의 태풍 바네사, 2010년의 태풍 메기와 동일한 값이다. 또한 드보락 수치로는 1992년 마셜 제도, 괌과 일본을 강타했던 태풍 게이와 2006년 오스트레일리아 북부를 강타했던 사이클론 모니카의 916 hPa를 뛰어넘어 895 hPa까지 떨어지는 기록을 세웠다.

## 최대풍속의 변화
11월 3일 06시,
미크로네시아 팔라키르 서쪽 인근 해상에서 열대저기압(TD) 발생.
1분 최대풍속 초속 15m(시속 55km). 11월 4일 00시,
미크로네시아 팔라키르 서쪽 먼 해상. 북위 6 , 동경 152 인근 지점에서
1분 최대풍속 초속 18m(시속 65km)로 발달.
JTWC는 열대폭풍(TS)으로 격상. 11월 5일 00시,
열대폭풍(TS)으로 발생한 지 단 24시간 만에 미국 괌섬 남쪽 먼 해상.
북위 6.5 , 동경 146 인근 지점에서
1분 최대풍속 초속 39m(시속 139km)로 발달. Category 1 Typhoon 격상. 6시간 뒤인 06시에도 초속 33m(시속 120km)로써 별 발달 없었지만,
이후 부터가 아주 폭발적인 발달 경향을 보였음. 11월 5일 12시,
미국 괌섬 남남서쪽 먼 해상. 북위 7 , 동경 143 인근 지점에서
1분 최대풍속 초속 46m(시속 167km)의 Category 2 로 순식간에 격상. 같은 날 18시에는,
1분 최대풍속 초속 54m(시속 194km)까지 급발달하면서
한순간에 Category 3까지 도달. 11월 6일 00시,
미국 괌섬 남서쪽 먼 해상. 북위 7.5 , 동경 139.5 인근 지점에서
1분 최대풍속 초속 67m(시속 241km)의 Category 4 로 격상되었고,
Super Typhoon 칭호 획득.
이는 열대폭풍(TS)으로 발생한 지 단 48시간 만이며,
Category 1 Typhoon으로 격상된 지 단 24시간 만의 일임. 11월 6일 12시,
계속해서 발달하여 1분 최대풍속 초속 72m(시속 260km)까지 도달.
허리케인 최고등급인 Category 5 격상.
전 세계에서 5번째로 최고등급에 도달함.
그럼에도 불구하고 발달경향은 멈추지 않았음. 6시간 뒤인 11월 6일 18시,
팔라우섬 인근에서 1분 최대풍속 78m/s(280km/h)로 상승.
이 세력을 18시간 동안 유지하다가,(이중눈 현상이 보였지만 일시적이었다.) 11월 7일 12시,
필리핀 중부권 동쪽 해상. 동경 129 지점 인근에서 별안간
1분 최대풍속 85m/s(306km/h)로 이례적인 급발달과 함께
1979년의 Super Typhoon "Tip"과 풍속에서 동급이 되었고,
그럼에도 불구하고 지속적인 발달 경향을 보임. 11월 7일 18시,
필리핀 사마르섬 상륙 4~6시간 전을 앞두고
1분 최대풍속 87m/s(315km/h)까지 도달.
이 기록은 드보락 기법 도입 이후(1970년) 전 세계 전체 열대저기압을 통틀어서 가장 강력한 풍속임 허리케인과 비교했을 경우
허리케인 관측이 최초로 시작된(베스트 트랙 작성이 최초로 시작된)
1851년부터 2015년까지 160년간 발생한 모든 허리케인보다 강력한 수준. 그러나 2015년에는 허리케인 퍼트리샤가 95m/s로 태풍 하이옌을 제침.
다만, 태풍 하이옌은 허리케인 퍼트리샤처럼 직접 들어가서 측정한 것이 아니고 위성 분석을 통해 측정했으므로, 이것이 상대적으로 강도가 더 낮게 측정되는 경향이 있어 직접적인 비교는 힘듬. 그리고 "상륙 시 세력" 기준으로도 인류 기상관측 역사상 랭킹 1위에 해당. 이 시기부터 11월 8일 12시까지 약 18시간 동안,
필리핀 중부권(사마르 -> 세부 최북단 -> 파나이 북부)을 관통하면서 세력이 약화단계에 접어들었지만 관통할 때까지 Category 5에 해당하는 세력을 유지. 11월 8일 12시,
필리핀 파나이섬 서해상으로 빠지면서
1분 최대풍속 초속 69m(시속 250km)의 Category 4 Super Typhoon으로 강등. 11월 9일 06시,
부수앙가섬(팔라완섬 최북단)을 통과하고 남중국해에 진입하면서
1분 최대풍속 초속 54m(시속 194km)의 Category 3으로 더욱 약화.
이후 재발달 없이 계속 약화 진행. 11월 10일 06시,
중화인민공화국 하이난 남쪽 인근 해상에서
1분 최대풍속 초속 41m(시속 148km)의 Category 1까지 약화. 통킹 만 진입. 11월 11일 00시,
1분 최대풍속 초속 41m(시속 148km)의 Category 1의 세력으로
베트남 북부 하이퐁 인근에 상륙. JTWC의 상황보고 종료.

## 피해
태풍 하이옌으로 필리핀 세부 공항, 타클로반 공항 등은 폐허가 되었다. 또한 피해가 제일 심했던 레이테섬 타클로반은 구글어스 위성사진에서 잿빛으로 표시되었을 정도로 피해가 심했다.

## 각국 정부와 민간단체에 의해 이뤄진 지원현황

### 대한민국

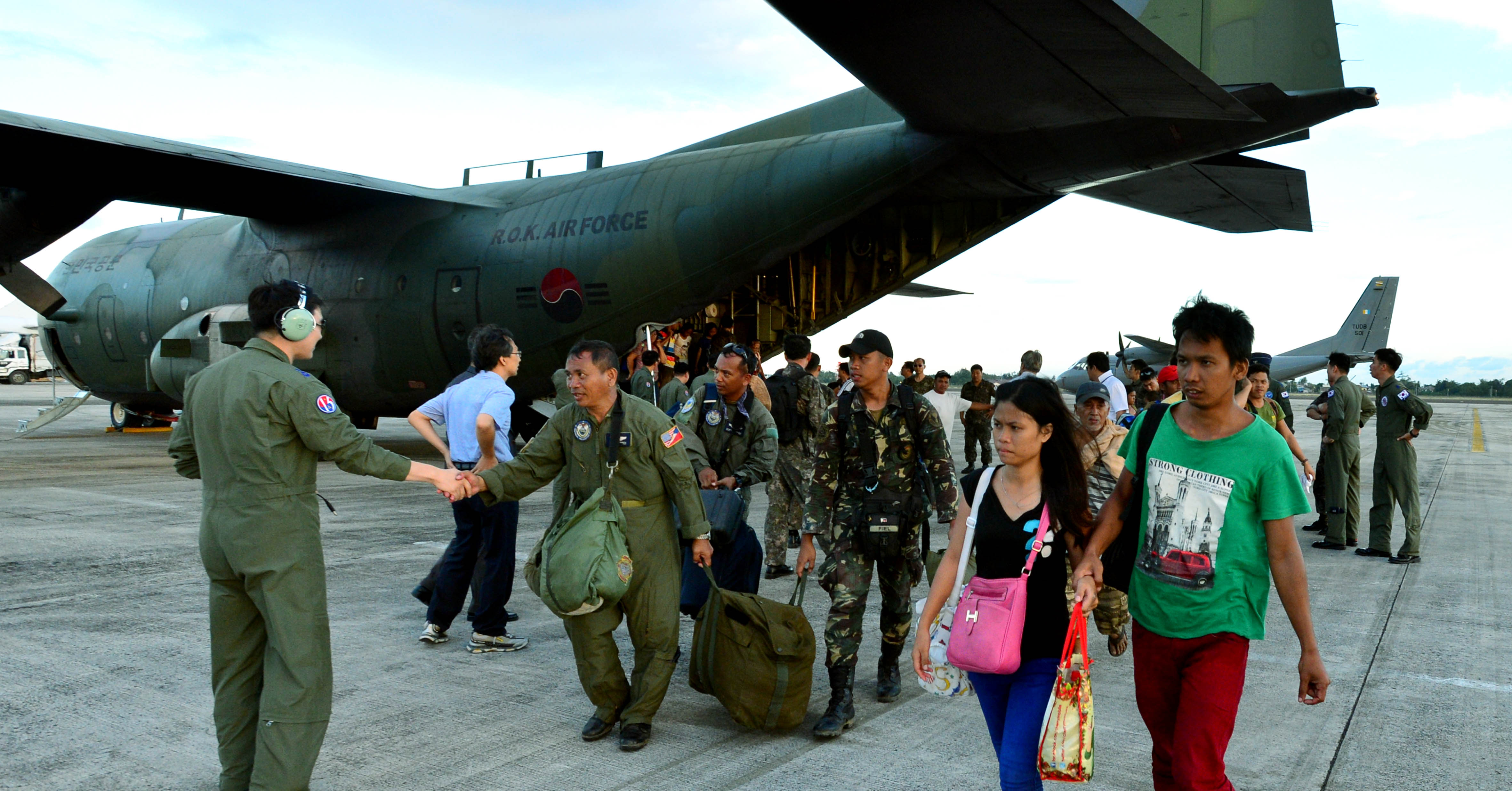
2013년에 불어닥친 태풍 하이옌의 피해를 입은 필리핀에 파견된 대한민국의 제15특수임무비행단

대한민국정부는 11월경에 500만달러 규모의 인도적 지원을 필두로 20명의 의료진, 14명의 구조단, 4명의 코이카 직원, 2명의 외교부직원 등을 포함한 40명의 긴급구호대가 C-130 수송기를 통하여 타클로반에 도착하여 구조, 이재민 지원 활동을 하였다. 또한 2014년부터 2016년까지 3년간 2천만달러의 무상원조를 필리핀에 지원하기로 하여, 지원중에 있었다.

또한 12월 9일부터 전체 파병인원 520여명에 전차상륙함(LST) 2대(성인봉함, 비로봉함)와 중형굴삭기 등 재해복구에 필요한 장비 19종 30대, 물자 12종 35t등을 탑재한 대규모의 아라우부대를 필리핀 현지에 파견하여 지원을 시작하였다. 현지에 파견된 부대중 의료지원계열의 진료인원 숫자는 2월 27일 기준 5000명을 넘어서 가시적인 성과를 보이고 있다.

## 제명
2014년 2월 아시아 태평양 경제 사회 위원회와 WMO 태풍 위원회에서는 '하이옌 (HAIYAN)'을 열대 저기압 이름의 목록에서 제명시킨다고 발표했다. 제명 후 대체되는 태풍 이름은 바이루(BAILU)란 이름으로 2019년에 제11호 태풍으로 사용되었다.

## 관련 통계
| 순위 | 태풍번호                                          | 태풍이름                                                            | 최대풍속 (10분 평균) |
| ---- | ------------------------------------------------- | ------------------------------------------------------------------- | -------------------- |
| 1위  | 5915 6118                                         | 베라 낸시                                                           | 150 kt               |
| 2위  | 5914 7920                                         | 사라 팁                                                             | 140 kt               |
| 3위  | 8210 1013 1330                                    | 베스 메기 하이옌                                                    | 125 kt               |
| 4위  | 8122 8221 8422 8522 9019 9128 1614 1618 2019 2102 | 엘시 맥 바네사 닷 플로 유리 므란티 차바 고니 수리개                 | 120 kt               |
| 5위  | 1328 1419 1422 1504 1513 1622 1825 1826 1923 2114 | 레끼마 봉퐁 하구핏 마이삭 사우델로르 하이마 콩레이 위투 할롱 찬투   | 115 kt               |
| 6위  | 0918 1216 1217 1319 1413 1420 1506 1521 1601 1822 | 멜로르 산바 즐라왓 우사기 제너비브 누리 노을 두쥐안 네파탁 망쿳     | 110 kt               |
| 7위  | 1808 1821 1824 1902 1909 1919 2010 2116 2122 2211 | 마리아 제비 짜미 우딥 레끼마 하기비스 하이선 민들레 라이 힌남노     | 105 kt               |
| 8위  | 1408 1507 1511 1515 1516 1524 1620 1721 1921 2121 | 너구리 돌핀 낭카 고니 앗사니 곳푸 송다 란 부알로이 냐토             | 100 kt               |
| 9위  | 1119 1418 1526 1527 1616 1621 1705 1718 1913 2009 | 날개 판폰 인파 멜로르 말라카스 사리카 노루 탈림 링링 마이삭         | 95 kt                |
| 10위 | 1324 1326 1409 1502 1509 1525 1610 1928 2018 2201 | 다나스 위파 람마순 히고스 찬홈 참피 라이언록 간무리 몰라베 말라카스 | 90 kt                |

| 순위 | 태풍번호       | 태풍이름            | 최대풍속 (1분 평균) |
| ---- | -------------- | ------------------- | ------------------- |
| 1위  | 6118           | NANCY               | 185 kt              |
| 2위  | 6124           | VIOLET              | 180 kt              |
| 3위  | 5822           | IDA                 | 175 kt              |
| 4위  | 1330 1614 2019 | HAIYAN MERANTI GONI | 170 kt              |
| 5위  | 1923 7920 2102 | HALONG TIP SURIGAE  | 165 kt              |
| 6위  | 1919 1013      | HAGIBIS MEGI        | 160 kt              |
| 7위  | 1821           | JEBI                | 155 kt              |
| 8위  | 1826           | WUTU                | 150 kt              |
| 9위  | 1902           | WUTIP               | 145 kt              |
| 10위 | 1626           | NOCK-TEN            | 140 kt              |

## 같이 보기
- 2013년 보홀주 지진